# Эр-Рауда (Тартус)
Аль-Рауда (араб. الروضة‎) — небольшой город на западе Сирии, расположенный на территории мухафазы Тартус. Входит в состав района Банияс. Является центром одноимённой нахии.

## Географическое положение
Город находится в северо-западной части мухафазы, к северо-западу от реки Нахр-Маркия, к западу от хребта Ансария, на высоте 63 метров над уровнем моря.
Аль-Рауда расположена на расстоянии приблизительно 17 километров к северо-северо-востоку (NNE) от Тартуса, административного центра провинции и на расстоянии 172 километров к северо-северо-западу (NNW) от Дамаска, столицы страны.

## Население
По данным официальной переписи 2004 года численность населения города составляла 3131 человек (1662 мужчины и 1469 женщин). Насчитывалось 773 домохозяйства. В конфессиональном составе населения преобладают христиане.

## Транспорт
Ближайший гражданский аэропорт — Международный аэропорт имени Басиля Аль-Асада.